# Auto Mobil International

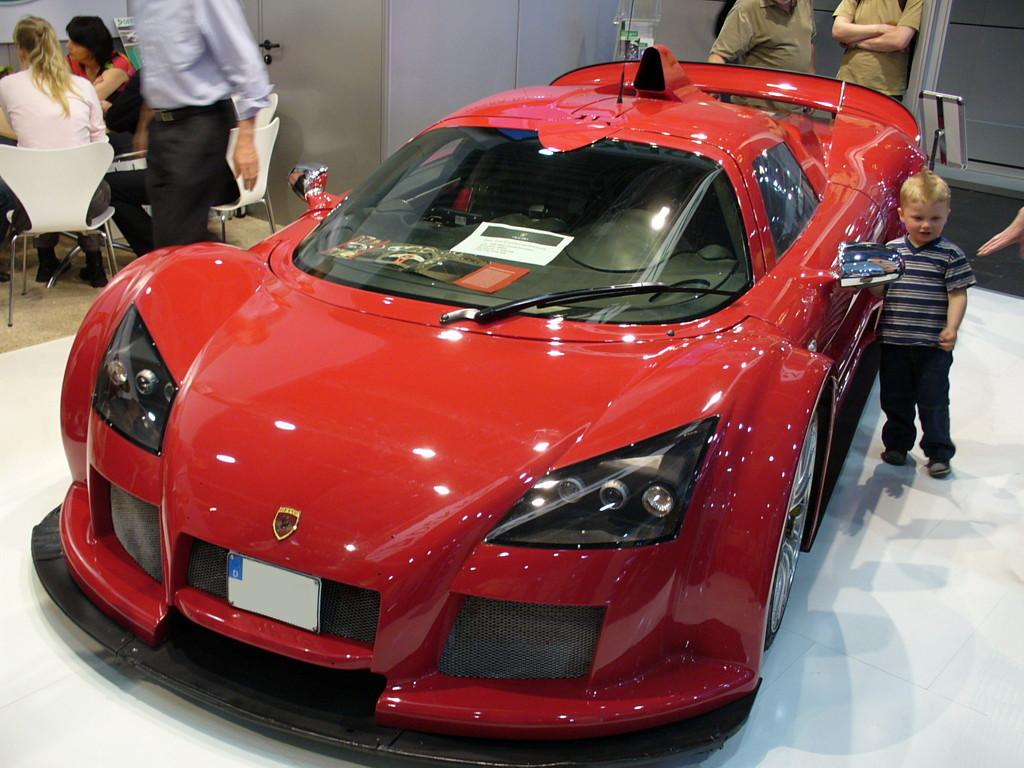
Gumpert Apollo auf der AMI

Die Auto Mobil International (AMI) war von 1991 bis 2014 eine von der Leipziger Messe veranstaltete Automobilmesse. Sie startete 1991 unter dem Namen Auto – aber sicher und wurde 1996 in AMI – Automobil International umbenannt. Vorgestellt wurden viele Neuheiten im Automobilbereich, darunter über 100 Welt-, Europa- und Deutschlandpremieren. Parallel zur AMI fand die AMITEC statt, eine Fachmesse für Fahrzeugteile, Werkstatt und Service.
Seit längerem hatte die AMI Schwierigkeiten, sich neben der IAA in Frankfurt zu positionieren. So wurde seit 2010 die Messe nur noch alle zwei Jahre abgehalten, im Wechsel mit der IAA. In den Nicht-IAA-Jahren, den geradzahligen Jahren, erreichte die AMI ansprechende Besucherzahlen, in den Jahren 2006, 2008, 2010 und 2012 durchgängig über 270.000 Besucher, wobei 2008 mit 293.000 der Besucherrekord erzielt wurde. 2014 brachen die Besucherzahlen im Vergleich zu 2012 dagegen deutlich ein, um 44.000 auf 242.000.
2016 sollte die Messe wieder am ursprünglichen Termin im April stattfinden. Nachdem im Februar 2016 jedoch 13 der 22 noch im Januar 2016 angemeldeten Marken absagten, wurde die AMI in ihrem 25. Jubiläumsjahr kurzfristig vollständig abgesagt. Eine erneute Durchführung der Messe gab es seither nicht mehr.